# كارولين ريان
كارولين ريان (بالإنجليزية: Caroline Ryan)‏ مواليد 10 أكتوبر 1979، هي متسابقة أيرلندية.

## الميداليات
| الميدالية | المسابقة                               |
| --------- | -------------------------------------- |
| برونزية   | بطولة العالم للدراجات على المضمار 2012 |

## روابط خارجية
- كارولين ريان على موقع الاتحاد الدولي للدراجات (الإنجليزية)
- كارولين ريان على موقع أرشيف الدراجات (الإنجليزية)
- كارولين ريان على موقع إحصائيات الدراجات الإحترافية (الإنجليزية)
- كارولين ريان على موقع الاتحاد الدولي للتجديف (الإنجليزية)